# Ebersdorf bei Coburg

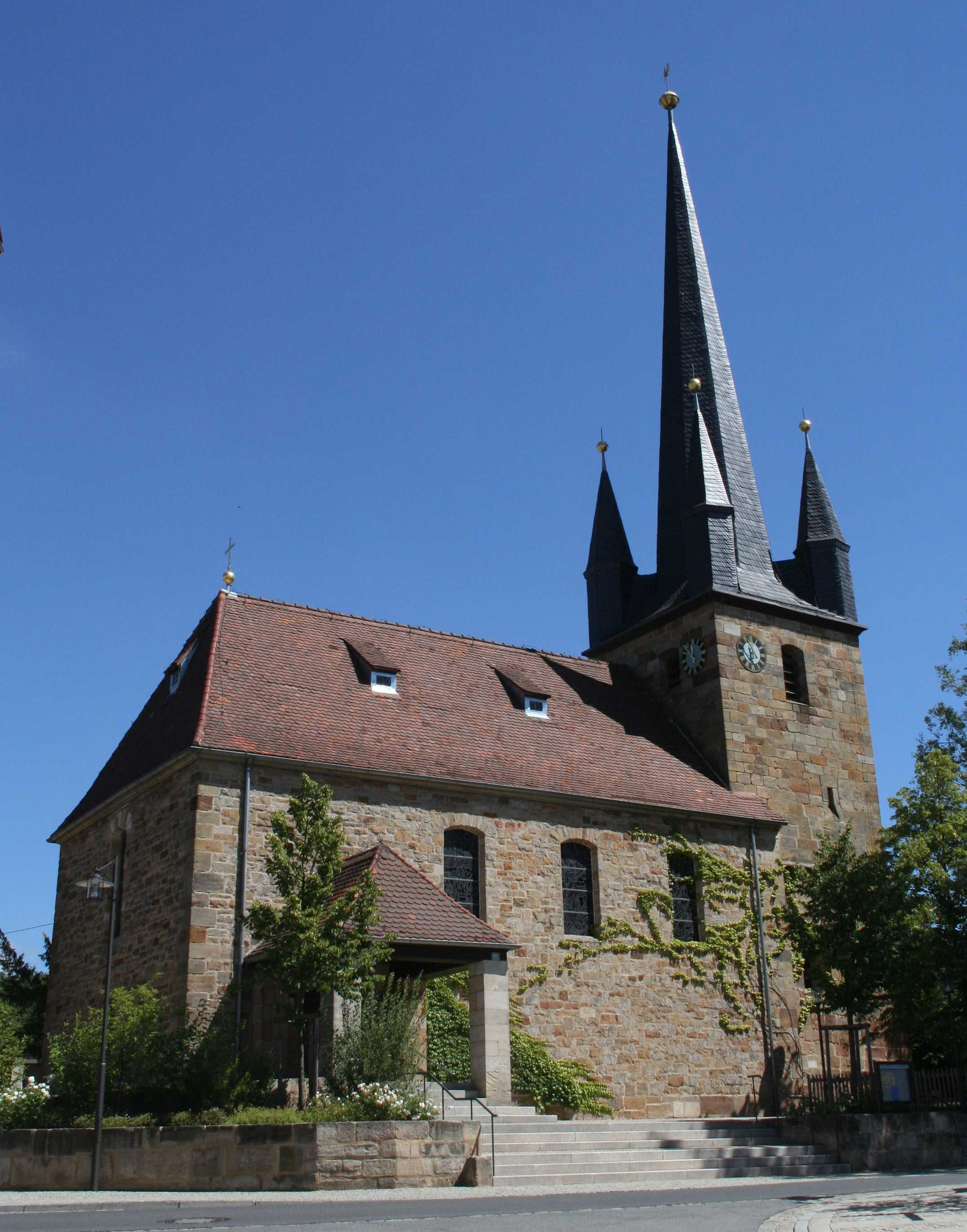
Evangelische Pfarrkirche St. Laurentius

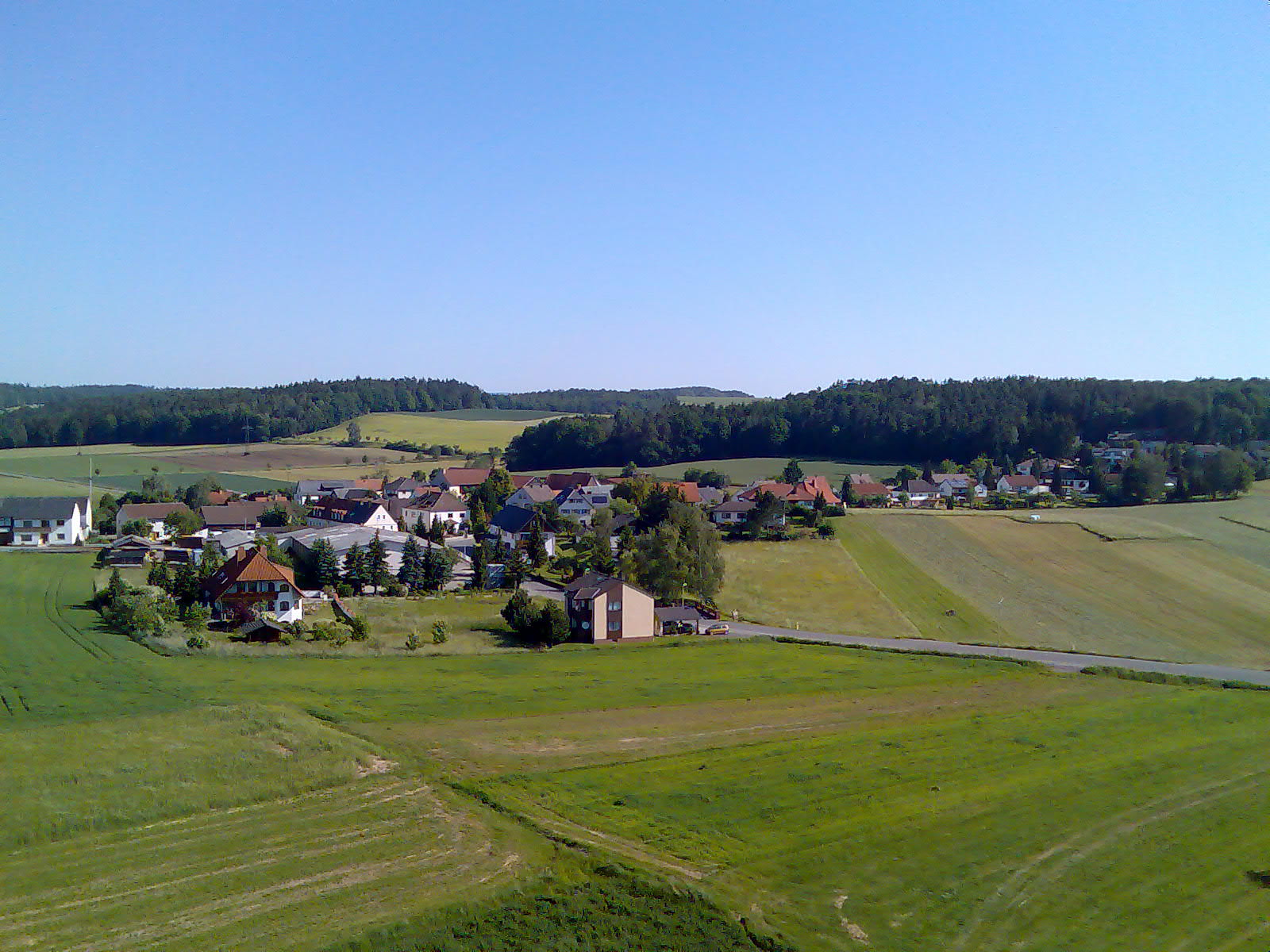
Ebersdorf bei Coburg – OT Friesendorf

Industriegebiet Ebersdorf bei Coburg

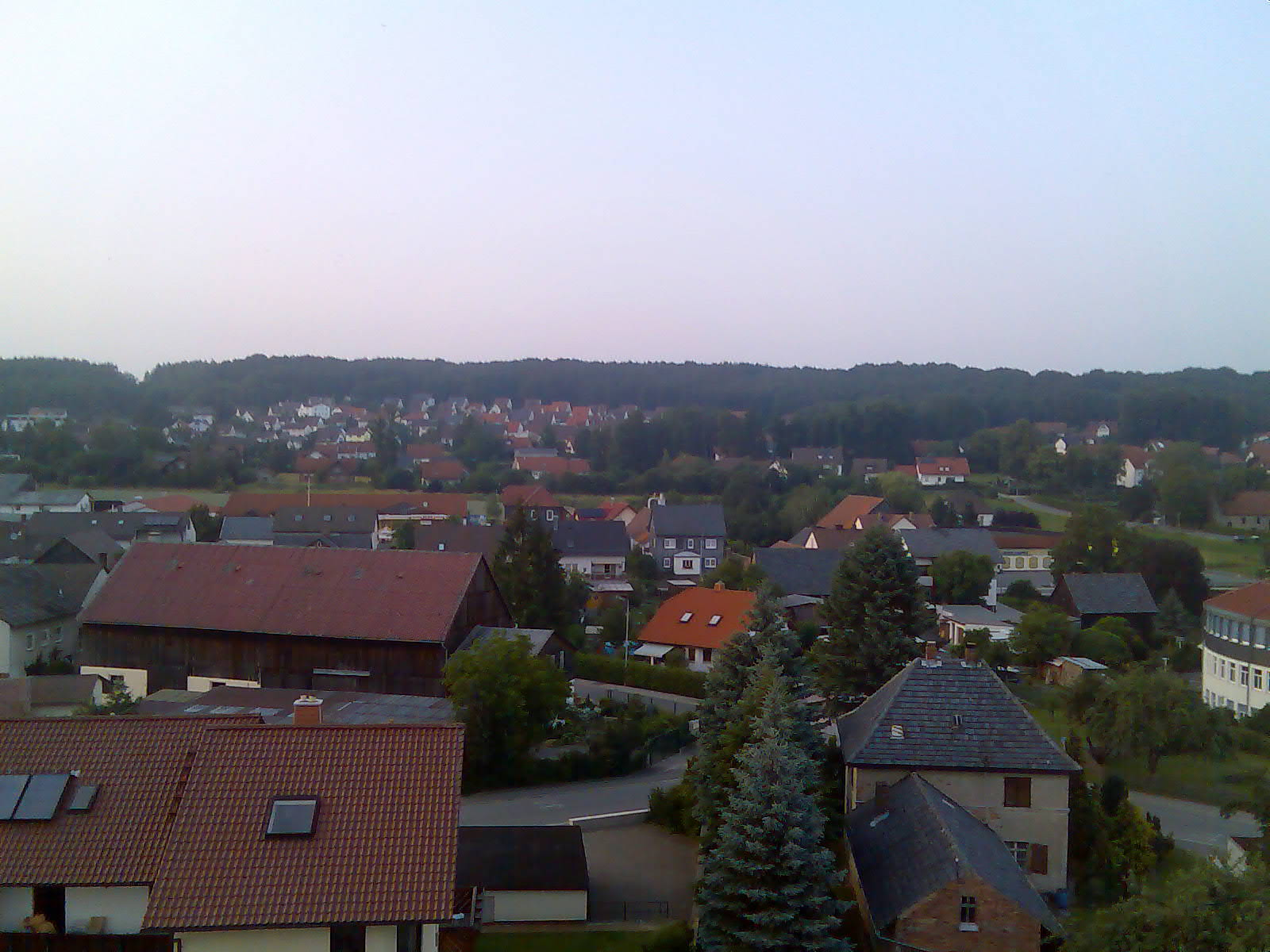
Ortsmitte Ebersdorf bei Coburg

Ebersdorf bei Coburg (amtlich: Ebersdorf b.Coburg) ist eine Gemeinde und ein Dorf im oberfränkischen Landkreis Coburg.

## Geografie

### Lage
Ebersdorf liegt im oberen Tal des Füllbaches, eines Nebenflusses der Itz. Südlich des Ortes erstreckt sich der Lichtenfelser Forst.

### Nachbargemeinden
Im Uhrzeigersinn, beginnend im Norden: Coburg, Rödental, Neustadt bei Coburg, Sonnefeld, Weidhausen bei Coburg, Lichtenfels, Grub am Forst.

### Gemeindegliederung
Es gibt sieben Gemeindeteile (in Klammern ist der Siedlungstyp angegeben):
- Dürrmühle (Einöde)
- Ebersdorf b.Coburg (Pfarrdorf)
- Friesendorf (Dorf)
- Frohnlach (Dorf)
- Großgarnstadt (Pfarrdorf)
- Kleingarnstadt (Dorf)
- Oberfüllbach (Dorf)

## Geschichte

### Gemeindenamen
Die amtliche Schreibweise des Gemeindenamens lautet seit dem 1. Januar 1922 Ebersdorf b.Coburg. Von 1890 bis 1921 wurde die Bezeichnung Ebersdorf/Werrabahn verwendet. Zuvor waren die Namen Ebersdorf, Ebersdorf bei Sonnefeld und Ebersdorf am Forst gebräuchlich.:S. 19

### Bis zum Wechsel nach Bayern
Ebersdorf wurde 1262 erstmals indirekt urkundlich erwähnt, als der Ministeriale Eberhard von Sonneberg Rodeland für seinen Herrenhof als Lehen vom Bamberger Bischof Berthold von Leiningen erhielt. Zuvor hatte dort der Sonneberger Graf Heinrich am 7. Januar 1260 ein Zisterzienserinnenkloster gegründet. In einem Stiftungsbrief des  Klosters Sonnefeld vom 29. Juli 1264 folgte die urkundliche Namensnennung des Ortes Ebberharstorf.:S. 33 Ein Brand zerstörte zwischen 1286 und 1287 das Kloster; der Wiederaufbau erfolgte in der Nachbarschaft bei Hofstädten.:S. 36
Als Teil des Amtes Sonnefeld, das aus den Besitzungen des aufgehobenen Klosters entstanden war, gehörte die Gemeinde Ebersdorf bis 1918 zum Herzogtum Sachsen-Coburg. Nur zwischen 1705 und 1826 war sie Teil des Herzogtums Sachsen-Hildburghausen. 1920 wurde sie zusammen mit dem Freistaat Coburg in Bayern eingegliedert.
Ab etwa 1400 entwickelte sich Ebersdorf zum Zentrum des Handwerks der Weißbüttnerei. Das notwendige weiße Fichten- oder Tannenholz stammte aus dem Lichtenfelser Forst. Das Handwerk der Korbmacherei kam Mitte des 19. Jahrhunderts wohl über Michelau nach Ebersdorf. Daraus entwickelte sich nach 1945 die Polstermöbelindustrie.

### Eingemeindungen
Am 1. Januar 1965 wurde Friesendorf eingemeindet. Im Rahmen der Gebietsreform in Bayern kamen am 1. April 1971 Großgarnstadt, Kleingarnstadt und Oberfüllbach hinzu. Frohnlach folgte am 1. Mai 1978.

### Einwohnerentwicklung
Im Zeitraum 1988 bis 2018 wuchs die Gemeinde von 5525 auf 6017 um 492 Einwohner bzw. um 8,9 %. Ein Höchststand wurde am 31. Dezember 1996 mit 6455 Einwohnern erreicht.

## Politik

### Bürgermeister
Erster Bürgermeister ist Bernd Reisenweber (Bürgergemeinschaft), Zweiter Bürgermeister ist Joachim Hassel (SPD) und Dritter Bürgermeister Jürgen Heymann (CSU).

### Gemeinderat
Der Gemeinderat besteht aus dem Ersten Bürgermeister und 20 Gemeinderatsmitgliedern. Die Gemeinderatswahl 2020 ergab folgende Verteilung der Mitglieder:
- Bürgergemeinschaft Ebersdorf: 10 Sitze
- SPD: 5 Sitze
- CSU: 4 Sitze
- Wir Ebersdorfer: 1 Sitz

### Wappen
| | Blasonierung: „In Gold über gesenktem roten Sparren ein silbern bewehrter, rot gezungter schwarzer Eberrumpf, im rechten und linken Obereck je eine rote heraldische Rose mit goldenen Butzen und silbernen Kelchblättern.“ |
| Wappenbegründung: Der Eber steht redend für den Ortsnamen. Die Farben Schwarz und Gold erinnern an das Herzogtum Sachsen-Coburg, das 1525 nach der Aufhebung des Klosters Sonnefeld in den grundherrlichen Besitz des Amtes Sonnefeld kam. Der rote Sparren weist auf die Herren von Sonneberg hin. Das Wappen dieser Ministerialenfamilie enthielt drei rote Sparren. Die beiden Rosen sind aus dem Wappen der Gemeinde Frohnlach entnommen und stehen stellvertretend für die sechs Orte der Gemeinde. Dieses Wappen wird seit 1982 geführt. | |

## Wirtschaft und Infrastruktur

### Unternehmen
Ebersdorf ist Industriestandort für Möbel- und Polstermöbel, Wellpappe, Maschinenbau und Vliesstoff. Bis zu 14 Polstermöbelhersteller waren in Ebersdorf beheimatet. Der größte Arbeitgeber mit etwa 800 Beschäftigten ist die Schumacher Packaging, die in Ebersdorf unter anderem 300 Millionen Quadratmeter Wellpappe jährlich herstellt.

### Verkehr
Ebersdorf liegt an der B 303, die von Coburg nach Kronach führt. Seit Oktober 2007 existiert eine Autobahnanschlussstelle der A 73 Nürnberg–Suhl. Der Ort besaß seit 1858 einen Eisenbahnanschluss an die Werrabahn, die damals Eisenach und Lichtenfels verband. 1901 folgte die Steinachtalbahn zunächst nach Weidhausen und später nach Neustadt. 1946 wurde das Streckennetz im damaligen Grenzgebiet umstrukturiert. Heute fahren auf der Bahnstrecke Züge von Lichtenfels über Coburg nach Sonneberg. Die Steinachtalbahn wurde in den 1980ern stillgelegt.
Ebersdorf ist Standort der neuen Integrierten Leitstelle Coburg, von der aus alle Einsätze von Feuerwehr und Rettungsdienst in den Landkreisen Coburg, Kronach und Lichtenfels koordiniert werden.

### Schulen
Die Gemeinde hat eine Grund- und eine Mittelschule mit einer Schulturnhalle, einem Lehrschwimmbecken, modernen Computerräumen, einem Physiksaal und vielen anderen Fachräumen. Die Grundschule hatte bis 2014 eine Außenstelle in Großgarnstadt. Die Volksschule Coburg hat in Ebersdorf eine Außenstelle.

### Soziale Einrichtungen
- Kindergärten

In der Gemeinde Ebersdorf gibt es einen evangelischen und einen katholischen Kindergarten
- Altenheim

In Ebersdorf gibt es ein Alten- und Pflegeheim mit Kurzzeitpflege. Träger ist das Bayerische Rote Kreuz.
- Sozialstation

In der Garnstadter Straße ist eine Sozialstation des BRK untergebracht.

## Dialekt
In der Gemeinde wird Itzgründisch, ein mainfränkischer Dialekt, gesprochen.